# 高頭なお
高頭 なお（たかとう なお、1969年1月10日 - ）は東京都出身のモデル、ラジオパーソナリティ。
ベストボディジャパン2016 東京オープン大会 ウーマンズクラスグランプリ。
ベストボディジャパン2016 さいたま大会  ウーマンズクラスグランプリ。
ベストボディージャパン2019さいたま大会 クイーンズクラス準グランプリ。
トレーニングが高じて、ベストボディジャパンに出場。
グランプリで二冠を獲ったことがきっかけで、
2016年7月からavex sports主催 アスリート・文化人による
会員制オンラインコミュニティ「athlete club」に参加。
2017年11月30日まで、「高頭なお Making beauty」にて 
自身のトレーニング法や美にまつわるアイテムを披露していた。

## 出演
●monaka （NACK5）※2016年９月２１日２２日ピンチヒッターとして
●NHK BS-1 メジャースポーツニュース（NHK）
●Night For you （NTV）
●タモロス博士のサンデーゼミナール（セントギガ）タモリさんのアシスタント
●STAR digio（第一興商）
●ブラッシュ アップ アフタヌーン（bayfm）
●MARIVE PARADICE ALLEY （bayfm）
●ANA レディオアクティブ （bayfm）
●MARIVE TIME & STYLE （bayfm）
●BAY LINE 7300 （bayfm）
●BAY LINE GO!GO! （bayfm）
●Hoosiers MANSION STYLE （bayfm）
●WBGフロントライン（bayfm）
●共立メンテナンス 癒しの湯宿 presents N-style（bayfm）
●今日は1日ダンスミュージック三昧（NHK-FM）
●今日は1日劇団四季三昧（NHK-FM） 
●今日は1日サックス三昧〔NHK-FM〕
●今日は1日ディスコ三昧〔NHK-FM〕
●SOUND MUSEUM 角松敏生編（NHK-FM）
●SOUND MUSEUM MISIA編〔NHK-FM〕
●夜のプレイリスト〔NHK-FM〕
●コカ・コーラ CM 
●花王アタック CM
●韓国観光公社 CM
●東京ディズニーリゾート CM
●英国航空 ウィーン線就航ポスター